# 布朗臣路
布朗臣路（英語：Bronson Avenue；渥太華79號市道）是加拿大安大略省渥太華的一條主要南北向主幹路。該道路作為機場徑的延伸開始，機場徑是通往渥太華麥當勞-卡蒂埃國際機場的快速公路。它繼續經過卡爾頓大學、格列，向北穿過中心城，最後到達市中心的士柏士街。
布朗臣路是通往渥太華南部社區的途徑。由於經由布朗臣路通常比銀行街更快，因此該街道通常甚為繁忙，尤其在尖峰時間。
格列書院（Glebe Collegiate Institute）及卡爾頓大學毗鄰布朗臣路。
布朗臣路得名於渥太華商人及政治人物厄斯金·亨利·布朗臣（Erskine Henry Bronson）。

## 主要路口
主要路口（從南到北）：
- 作為機場徑的延伸開始 - 0.0公里
- 新寧西路 - 0.9公里
- 拜副將徑 - 1.3公里
- 卡靈路 - 2.2公里
- 417號省道 - 2.6公里
- 嘉芙蓮街 - 2.7公里
- 格列士敦路 - 3.0公里
- 森麻實街 - 3.4公里
- 史利達街 - 3.9公里
- 亞厘畢街 - 4.0公里
- 盡頭為士柏士街 - 4.1公里

## 地標
- 布朗臣中心
- 卡爾頓大學

## 外部連結

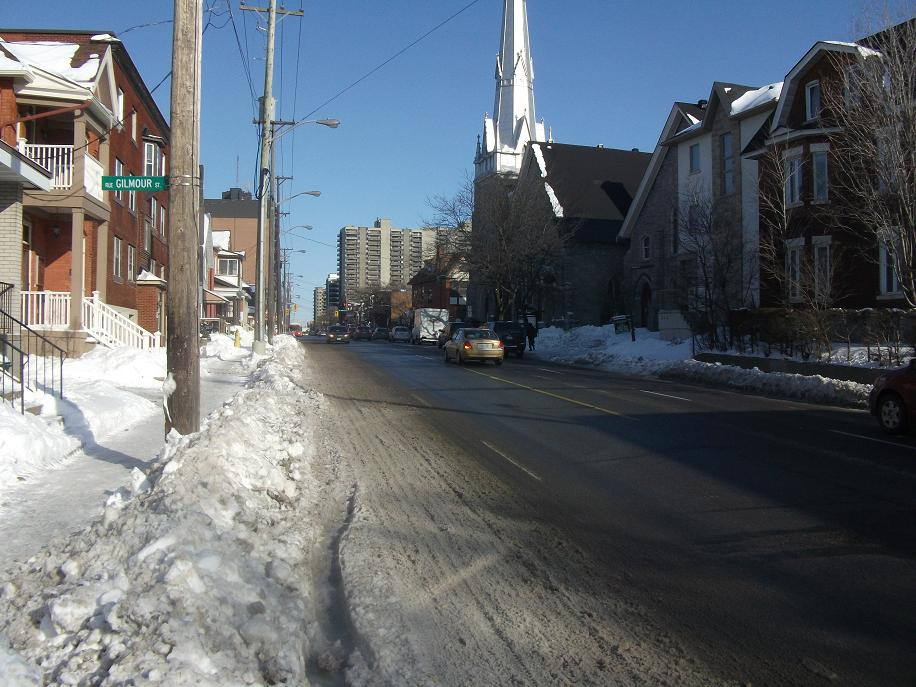
由機利摩街（Gilmour Street）北望布朗臣路一景

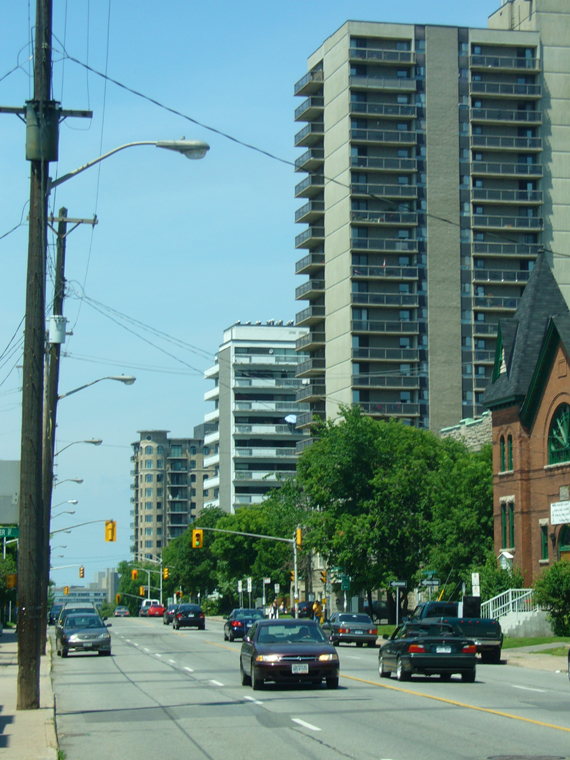
由森麻實街北望布朗臣路一景

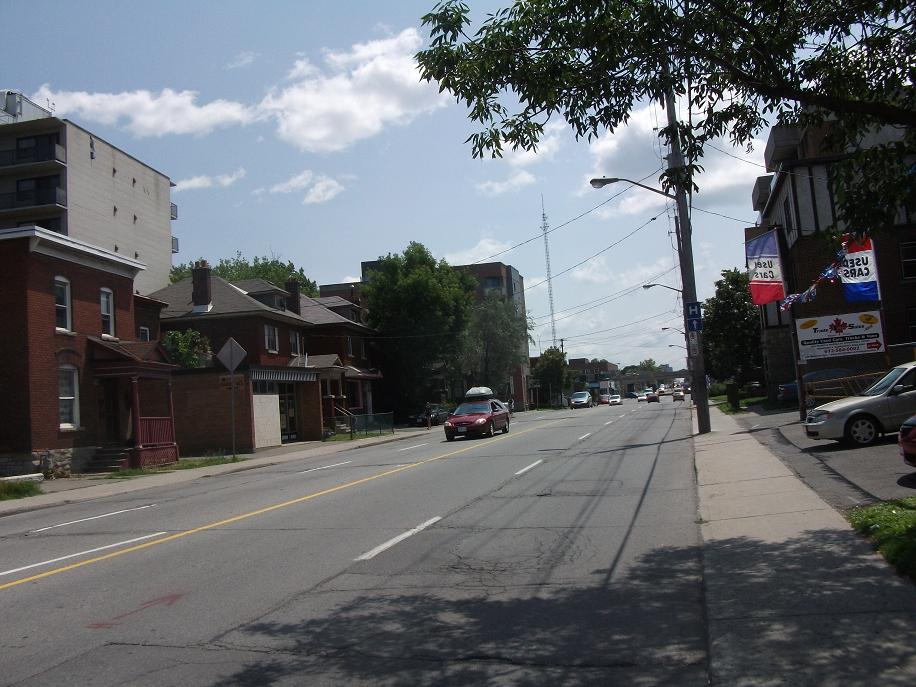
由麥律街（McLeod Street）北望布朗臣路一景

- Google Maps: Bronson Avenue （页面存档备份，存于）

## 腳註
1. ↑  Brault, Lucien, , Ottawa historical information Institute: 311, 1946, OCLC 2947504